# Etapa limitant
La reacció limitant o etapa limitant (en anglès, RDS) és un terme que s'utilitza per designar l'etapa més lenta en una reacció química i, per tant, la que en determina la velocitat.
Per exemple, la reacció
NO₂(g) + CO(g) → NO(g) + CO₂(g)
té lloc en dues etapes elementals:
1. NO₂ + NO₂ → NO₃ + NO (etapa lenta)
2. NO₃ + CO → NO₂ + CO₂ (etapa ràpida)

Com que en la segona etapa es consumeix el NO₃ produït en l'etapa lenta, la velocitat de la reacció està limitada per la velocitat de la primera etapa.